# Hyptianthera stricta
Hyptianthera stricta là một loài thực vật có hoa trong họ Thiến thảo. Loài này được (Roxb. ex Schult.) Wight & Arn. mô tả khoa học đầu tiên năm 1834.